# Val Brembana

Val Brembana is een Italiaans bergdal in de regio Lombardije (provincie Bergamo). Het begint in het zuiden bij de stad Bergamo en loopt uit tot de hoofdkam van de Orobische Alpen waar de San Marcopas een verbinding vormt met het noordelijker gelegen Valtellina. Het hoofddal is uitgesleten door de rivier de Brembo die ten zuiden van de Bergamo in de rivier de Adda uitstroomt. 
Het zuidelijkste deel van het dal is dichtbevolkt en telt tientallen kleine dorpen. Een van de belangrijkste plaatsen is San Pellegrino Terme, bekend van het bronwater en ooit een prestigieus kuuroord. Het immense Grand Hotel dat in Libertystijl gebouwd is, heeft in 1979 de deuren gesloten. 
Sinds 1989 is het gehele berggebied van de Orobische Alpen tot beschermd natuurgebied verklaard. Ongeveer de helft van Val Brembana ligt in het park. Het gebied is een zeer populaire en nabijgelegen vakantiebestemming voor de inwoners van de Povlakte. 's Winters kan er in Foppolo en Piazzatorre worden geskied en gelanglauft.

## Belangrijkste plaatsen
- San Pellegrino Terme (4976 inw.)
- Piazza Brembana (1183 inw.)

## Hoogste bergtoppen
- Corno Stella (2620 m)
- Pizzo Arera (2512 m)
- Pizzo dei Tre Signori (2554 m)